# Industry Giant
Industry Giant er et økonomisk simulationsspil til Windows fra 1998. I 2002 udkom efterfølgeren, Industry Giant II.